# Stadion Železnik
Stadion Železnik, serb. Стадион Железник − stadion piłkarski mieszczący się w Belgradzie, na którym domowe mecze rozgrywał miejscowy klub, Železnik. Pojemność stadionu wynosi 8350 miejsc.